# Кадырово (Татарстан)
Кадырово (тат. Кадер) — село в Заинском районе Татарстана. Административный центр Кадыровского сельского поселения.

## География
Расположено на левом берегу среднего течения реки Зычи, находится в 25 км к северо-востоку от железнодорожной станции Заинск, высота над уровнем моря 85 м. 

## История
Село известно с 1710—1711 годов. В исторических документах упоминается также как Верхняя Зыча. Среди первых поселенцев были выходцы из деревни Дюсумово (ныне Сармановского района), сел Верхняя и Нижняя Ошма (ныне Мамадышского района). В 1794 году сюда также переселяются старокрещёные татары.
До 1860-х годов жители относились к сословию государственных крестьян (из ясачных, в том числе старокрещёных и служилых татар). Их основные занятия в этот период — земледелие и скотоводство, были распространены кустарные промыслы, извоз.
Во время Крестьянской войны 1773—1775 годов жители активно выступили на стороне Е. И. Пугачёва.
В «Списке населенных мест по сведениям 1870 года», изданном в 1877 году, населённый пункт упомянут как деревня Кадырева 4-го стана Мензелинского уезда Уфимской губернии. Располагалась при речке Зыче, по правую сторону коммерческого тракта из Бирска в Мамадыш до коммерческого тракта из Бугульмы в село Бетьки, в 70 верстах от уездного города Мензелинска и в 27 верстах от становой квартиры в селе Бережные Челны. В деревне, в 50 дворах жили 293 человека (татары, 150 мужчин и 143 женщины), были мечеть, училище, водяная мельница.
В 1908 году была открыта новая мечеть, в 1910 — медресе.
Православные жители относились к приходу Казанско-Богородицкой церкви села Федотово. В конце XIX века для них, составлявших около половины населения, был построен кирпичный часовенный столб (памятник архитектуры), в 1890-х годах была открыта одноклассная смешанная церковно-приходская школа, размещавшаяся в наёмном помещении.
В начале XX века также действовали водяная мельница, торговая лавка. В этот период земельный надел сельской общины составлял 940 десятин.
По подворной переписи 1912—1913 годов, из 120 дворов 17 были безлошадными, 96 – одно-, двухлошадными, 7 имели по три и более рабочих лошадей; зарегистрировано 1588 голов крупного рогатого и прочего скота; 28 хозяйств земледелие сочетали с кустарным промыслом.
В 1921 году население села сильно сократилось из-за голода, также в этом году произошёл крупный пожар, уничтоживший более 40 домов.
До 1920 года село входило в Ахметьевскую волость Мензелинского уезда Уфимской губернии. С 1920 года в составе Мензелинского, с 1922 — Челнинского кантонов ТАССР. С 10 августа 1930 года в Челнинском, с 10 февраля 1935 года в Заинском, с 1 февраля 1963 года в Челнинском, с 1 февраля 1972 года в Заинском районах.
В 1929 году был организован первый колхоз, с 1998 года в составе сельскохозяйственного производственного кооператива, с 2006 — подразделения «Ялкын» агрофирмы «Зай» (полеводство, мясо-молочное скотоводство).

## Население
| 1859 | 1870 | 1897 | 1920 | 1926 | 1938 | 1949 | 1958 | 1970 | 1979 | 1989 | 2002 | 2010 | 2017 |
| 295  | 293  | 534  | 807  | 566  | 544  | 417  | 416  | 609  | 449  | 361  | 332  | 320  | 315  |

Национальный состав села: татары – 97%, в том числе крещёные татары – 27%.

## Инфраструктура
В селе действуют:
- дом культуры
- библиотека
- детский сад
- фельдшерско-акушерский пункт
- ветеринарная лечебница (построена в 2014 г.)
- средняя общеобразовательная школа[4]
- почта[5]
- отделение Сбербанка[6]

## Религия
В 1998 году была возведена мечеть «Габделхабир».